# Pinède (entreprise)
Pour les articles homonymes, voir Pinède.
Pinède est un constructeur automobile français de la fin du  XIXe siècle.

## Production

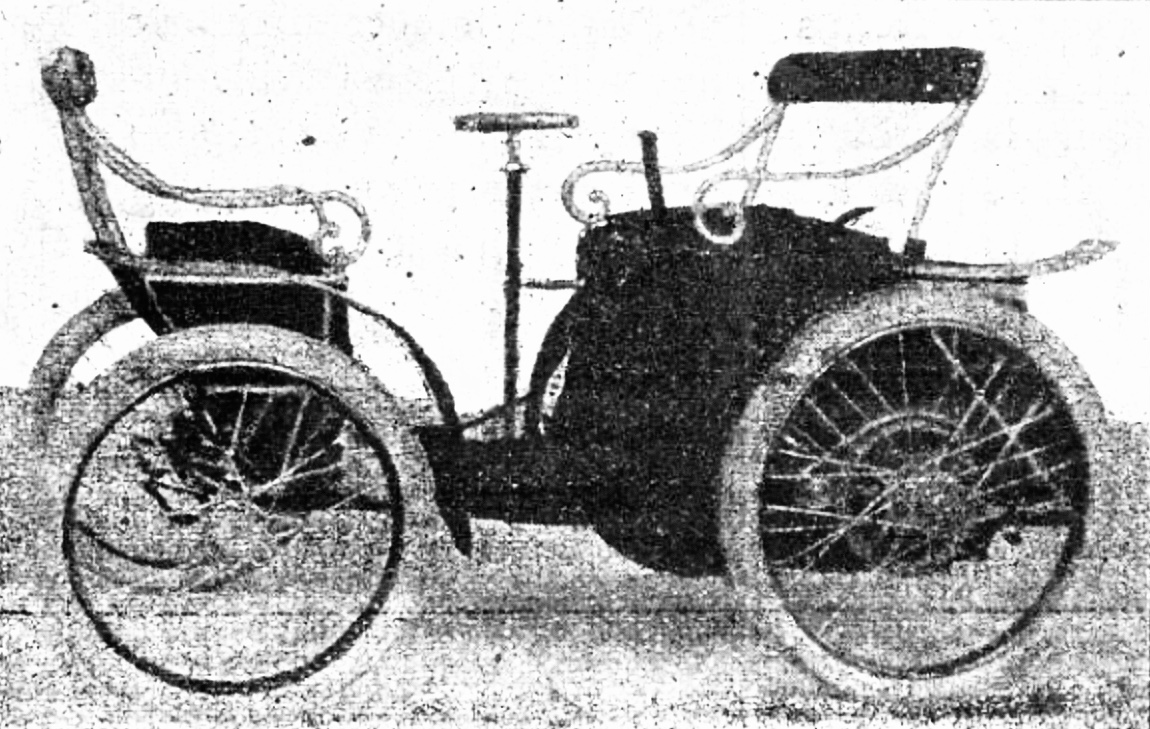
Pinède Voiturette (1898)

L’entreprise a commencé à produire un véhicule à quatre roues avec quatre places en 1898. La disposition des sièges était un vis-à-vis. Le véhicule était équipé d’une boîte de vitesses à trois rapports. La fin de la production et la fin de l’entreprise ne sont pas connues. L’usine était située au 122 Avenue Philippe-Auguste, Paris.